# Santa Rosalia (UPL di Palermo)
Santa Rosalia è la diciassettesima unità di primo livello di Palermo.
È situata nella zona sud-occidentale della città; fa parte della IV Circoscrizione.